# Черната овца
Черната овца е песен на българската рок група Ахат. Автор на музиката и текста е китаристът Божидар Главев. Песента е изградена по класическата структура на хардрока и хевиметъла – тежък китарен риф, следвана от мощна ритъм секция, силен водещ глас на певеца и мелодичен хоров припев, соло, соло вокал и припев на финала. По приблизително същия образец са композирани пиеси като „Whole lotta love“ на Лед Цепелин, „Paranoid“ на Блек Сабат и „Smoke on the water“ на Дийп Пърпъл. Текстът на песента е изключително силен. Посветен е на теми, вълнуващи младите хора – формирането на собствена идентичност, отстояването на своя Аз, бунта срещу лицемерието, бездушието и сляпото следване на закостенелите норми.
Допитване до почитателите на рок-музиката в България за най-добра българска рок песен, организирано от БГ радио, поставя Черната овца на първо място.